# Jürgen Zeidler
 (avril 2020).
Si vous disposez d'ouvrages ou d'articles de référence ou si vous connaissez des sites web de qualité traitant du thème abordé ici, merci de compléter l'article en donnant les références utiles à sa vérifiabilité et en les liant à la section « Notes et références ».
Jürgen Zeidler (né à Fürth) est un égyptologue et un celtologue allemand.

## Biographie
Jürgen Zeidler fréquente l'école primaire puis le Gymnasium Hans-Sachs à Nuremberg. Après avoir passé son Abitur en mathématiques et sciences naturelles et effectué son service sous les drapeaux à Bogen, il a approfondi aux universités de Wurzbourg et de Tübingen l'égyptologie, la philologie latine et grecque puis, à partir de 1986/87, l’Orient ancien et l’étude comparative des religions, tout en suivant des cours d'archéologie classique et de linguistique comparée. Il a travaillé bénévolement dans les ateliers de restauration du Musée national germanique de Nuremberg ainsi que dans les fouilles préhistoriques et protohistoriques du département de la préhistoire de la Société d'Histoire Naturelle de Nuremberg. Après son master en 1988 avec son mémoire sur le Livre des Portes, il a été de 1989 à 1993 enseignant-chercheur auprès d'Erich Winter à l'université de Trèves.
En 1992, il a soutenu sa thèse de doctorat à l'université de Tübingen. La Fondation allemande pour la recherche scientifique (Deutsche Forschungsgemeinschaft) lui a alloué une bourse d'habilitation pour 1994-1998. De 1999 à 2002, il a travaillé au Rheinisches Landesmuseum (Musée régional de Rhénanie), s’intéressant en particulier à l’élaboration de la documentation de base et aux cartes. Après son habilitation universitaireen 2001 avec sa thèse Le discours cosmologique dans l'Égypte ancienne (Der kosmologische Diskurs im alten Ägypten)et la discussion d'habilitation avec la conférence portant sur La relation entre les modes de représentation "aspect" et perspective dans l'art égyptien (Das Verhältnis der Darstellungsmodi 'Aspektive' und Perspektive in der ägyptischen Kunst), il a travaillé de 2002 à 2003 au SFB 600 Origine étrangère et pauvreté à l'Université de Trèves, sous-projets A1 (Égypte gréco-romaine) et A2 (Amis étrangers de Rome) et a été coordinateur interdisciplinaire de programmes d'enregistrement et d'analyse. Depuis 2003/2004, il est chargé d'enseignement à l'Université de Trèves et il dirige des projets en tant que professeur d'égyptologie, d'études coptes, de linguistique grecque et latine, d'études indo-européennes, de cours de latinum et occasionnellement d'histoire. Depuis 2010, il est membre honoraire de la Société Belge d'Études Celtiques.
Dans ses recherches il s’intéresse à l'égyptologie : la linguistique égyptienne, en particulier la vocalisation de l'égyptien, la littérature, la religion et l'art, en particulier celui du Nouvel Empire, les relations avec l'Orient ancien, la linguistique afro-asiatique, les études indo-européennes, les cultures indo-européennes, les modèles de reconstruction, l’épigraphie et l’onomastique des langues indo-européennes anciennes et la celtologie : langues et littératures celtiques de l'Antiquité et du début du Moyen Âge, histoire de l'écriture et religion.

## Travaux
Liste non exhaustive :
- écrit en collaboration avec Knut Buroh, Peter Jürgens, Dorothea Mutschler et Sabine Schloz: Hieroglyphenschrift und Totenbuch. Die Papyri der Ägyptischen Sammlung der Universität Tübingen. Ausstellung in der Universitätsbibliothek (Bonatzbau) vom 4.12.1985 bis 31.12.1985. Aus den Beständen der Sammlung der Ägyptologischen Instituts der Universität Tübingen (= Ausstellungskataloge der Universität Tübingen. Band 18). Attempto Verlag, Tübingen 1985,  (ISBN 3-921552-68-0).
- comme éditeur avec Martina Minas: Aspekte spätägyptischer Kultur. Festschrift für Erich Winter zum 65. Geburtstag (= Aegyptiaca Treverensia. vol 7). Zabern, Mainz 1994,  (ISBN 3-8053-1691-7).
- Pfortenbuchstudien (= Göttinger Orientforschungen. Reihe 4 Ägypten. Band 36). Harrassowitz, Wiesbaden 1999,  (ISBN 3-447-04035-1) (zugleich Dissertation, Tübingen 1992).
  - Teil 1. Textkritik und Textgeschichte des Pfortenbuches.
  - Teil 2. Kritische Edition des Pfortenbuches nach den Versionen des neuen Reiches.